# Le Baiser (roman)
Pour les articles homonymes, voir Le Baiser.
Le Baiser (titre original : The Kiss) est un roman de Danielle Steel, paru aux États-Unis en 2001 puis en France en 2002.
Danielle Steel explique dans son 53e roman à succès comment un seul moment peut bouleverser des vies à jamais. The Kiss raconte à la fois l'émouvante fragilité de la vie à travers une histoire d'amour mais aussi témoigne du pouvoir guérisseur et libérateur de l'amour, pouvant redonner espoir aux âmes brisées.

## Résumé
Par une chaude soirée de juin, un bus à impériale rouge, rempli de passagers, parcourt une rue de Londres. Quelques rues plus loin, un homme et une femme montent dans une limousine pour se rendre à une soirée, où danse et champagne s'entremêlent. 
Alors qu'ils arrivent à une intersection, le couple partage son premier baiser. Soudain tout se fige: leur limousine est frappée à toute vitesse et écrasée sous le poids d'un autobus. Ainsi, un long voyage vers la guérison, l'espoir, et les rêves commence...
Avant l'accident... Isabelle Forrester, épouse d'un banquier parisien, vit des années de solitude et d'isolement alors qu'elle se consacrée à prendre soin de son fils, Teddy, gravement malade, et à rendre leur foyer aussi heureux que possible pour sa fille adolescente, Sophie.
Cependant, Isabelle entretient une amitié secrète par téléphone avec Bill Robinson, un courtier Américain, de pouvoir à Washington influant dans la sphère politique et qui, comme Isabelle, est pris au piège d'un mariage vide.
Pour Bill, Isabelle est une aubaine. C'est une femme d'une beauté et d'une curiosité intellectuelle extraordinaires. Leur relation est un cadeau, leur permettant quelques instants d'évasion face au chagrin que leur provoque leur mariage sans amour qu'ils ne peuvent quitter et ne trahiront pas.
Alors qu'ils se retrouvent quelques jours à Londres, Isabelle et Bill s'aperçoivent que leur relation d'amitié est en train de changer. Mais sous le choc de l'accident , tout est remis en cause. Ils vont désormais devoir emprunter un chemin semé d'embûches et de douleur. 
Au fond de leur lit d'hôpital londonien, tous deux s'accrochent à la vie. Commence alors une longue période de récupération physique et mentale. 
C'est ensemble qu'ils devront trouver la force de reprendre leur vie telle qu'ils avaient laissée. Pour Isabelle, son mariage sans amour devient une véritable épreuve. Pour Bill, ses plaies mises à nues le mettront à l'épreuve. Tout semble conspiré pour les séparer à nouveau, et cette fois ils pourraient bien se perdre à jamais.

## Thèmes
Amour difficile - Romance - Accident - Passion - Convalescence 